# Livets vår
Livets vår är en argentinsk-svensk dramafilm från 1957 i regi av Arne Mattsson.

## Rollista
- Nicole Berger	– Elisa Fernández
- Folke Sundquist – Marcelo Ocanto
- Pedro Laxalt – Fernández, Elisas far
- Elisardo Santalla – don Manuel, barägare, Marcelos far
- Alita Román – doña Elena, Marcelos mor
- Horacio Priani – López
- Marisa Núñez – Mercedes
- Norma Giménez	– Rosita
- Alberto Barcel – ej identifierad roll
- Marcia Galán – ej identifierad roll
- Domingo Garibotto – ej identifierad roll
- Julio Lander – ej identifierad roll
- Wanda Laplacette – ej identifierad roll
- Renée Lexter – ej identifierad roll
- Jorge Orozco – ej identifierad roll
- Félix Tortorelli – ej identifierad roll
- Rosa Zucker – ej identifierad roll
- Carlos Rivas – Marcelo Ocantos röst